# 200 MPH
200 MPH è un film del 2011 diretto da Cole S. McKay. 
È un B movie statunitense prodotto da The Asylum, società specializzata nelle produzioni di film a basso costo per il circuito direct-to-video.

## Trama
Rich Merchant, quando il fratello maggiore che egli idolatra esce di strada a causa di Kayce, uno spietato spacciatore, durante una gara clandestina notturna conosciuta come Sepulveda Suicide, decide di vendicarsi e mettersi al volante. Ma per vincere, avrà bisogno di modificare la sua fidata Mazda RX-7 con l'aiuto di un meccanico, Kelly, per ottenere le massime prestazioni.

## Produzione
Il film fu prodotto da The Asylum e girato a Los Angeles, in California. Le musiche sono firmate da Yoshi Miyamoto, Chris Ridenhour. Il film è un mockbuster di Fast & Furious 5 (Fast Five) uscito nelle sale nello stesso anno.
Durante la produzione, la Mazda RX-7 usata come auto di Rick venne rubata. La RX-7 apparteneva al pluripremiato drifter professionista Justin Pawlak. Il veicolo si trovava dentro un rimorchio ed era collegato ad una Chevrolet 2500HD.

## Distribuzione
Il film è stato distribuito solo per l'home video. Alcune delle uscite internazionali sono state:
- 26 aprile 2011 negli Stati Uniti (200 MPH)

## Promozione
La tagline è: "Some limits should never be crossed." ("Alcuni limiti non devono mai essere superati.").